# Stożek eliptyczny
Stożek eliptyczny – bryła geometryczna, rodzaj stożka, który posiada podstawę w kształcie elipsy. Istnieje zawsze kartezjański układ współrzędnych w którym bryła ta może być opisana układem nierówności:
{\displaystyle \left\{{{{\frac {x^{2}}{a^{2}}}+{\frac {y^{2}}{b^{2}}}-{\frac {z^{2}}{h^{2}}}\leqslant 0} \atop {0\leqslant z\leqslant h}}\right.}
gdzie {\displaystyle a>0,\ b>0,\ h>0}
Szczególnym przypadkiem stożka eliptycznego jest stożek prosty, mający podstawę w kształcie koła.

## Wzory
- {\displaystyle a} – połowa szerokości podstawy stożka eliptycznego;
- {\displaystyle b} – połowa długości podstawy stożka eliptycznego;
- {\displaystyle h} – wysokość stożka eliptycznego (czyli odcinek pomiędzy jego podstawą a wierzchołkiem, prostopadły do podstawy).

Wzór na objętość stożka eliptycznego
{\displaystyle V={\frac {\pi \cdot a\cdot b\cdot h}{3}}}